# Galeruca tripoliana
Galeruca tripoliana es una especie de insecto coleóptero de la familia Chrysomelidae.
Fue descrita científicamente en 1873 por Chevrolat.